# Červená Lhota
Červená Lhota település Csehországban, a Třebíči járásban. Červená Lhota Kouty, Číchov, Okřešice, Číhalín, Čechtín, Horní Vilémovice, Přibyslavice és Chlum településekkel határos. Lakosainak száma 181 fő (2024. január 1.).

## Népesség
A település lakosságának változását az alábbi diagram mutatja:
| Lakosok száma | 375  | 309  | 326  | 257  | 221  | 188  | 187  | 188  | 184  | 181  |
|               | 1869 | 1890 | 1921 | 1950 | 1980 | 2001 | 2017 | 2019 | 2022 | 2024 |